# Hamburger Schule
La cosiddetta Hamburger Schule ("Scuola di Amburgo"), nota anche come Diskursrock ("rock discorsivo") è un genere musicale che contraddistingue la nuova ondata di musica tedesca sviluppatasi negli anni '90 del '900.

## Storia
Il nome Hamburger Schule emerse nel 1992, in occasione dell'uscita quasi contemporanea degli album Ich-Maschine dei Blumfeld e [I-Machine] dei Cpt. Kirk &. Vi è una controversia su chi coniò il termine, se fu il giornalista Thomas Gross o il produttore Pascal Fuhlbrügge. La maggior parte degli artisti che rientrano nel genere orbitavano all'epoca intorno all'etichetta discografica L'Age D'Or di Amburgo, e i maggiori rappresentanti del genere vengono considerati i Blumfeld, i Tocotronic, i Die Sterne, i Cpt. Kirk &, i Kolossale Jugend, gli Ostzonensuppenwür-felmachenkrebs, i Die Braut, gli Huah!.
Pure con ovvie differenze stilistiche, i punti fermi di questo genere musicale furono l'uso della lingua tedesca, i riferimenti alla Neue Deutsche Welle degli anni '80, una forte attenzione ai problemi sociali e politici visti con un'ottica antifascista e di sinistra, e la costruzione intertestuale, auto-riflessiva e postmoderna dei loro testi che si rifaceva alle teorie di filosofi del linguaggio come Gilles Deleuze e Jacques Lacan. In particolare l'uso di testi criptici ed ermetici, ricchi di riferimenti letterari, filosofici o artistici non immediatamente individuabili, furono una quasi assoluta novità per la musica leggera tedesca.